# ネーデル＝ベートゥヴェ
ネーデル＝ベートゥヴェ（オランダ語: Neder-Betuwe [ˈneːdər ˈbeːtyʋə] ( 音声ファイル)）は、オランダヘルダーラント州の基礎自治体（ヘメーンテ）。

## 歴史
石器時代や鉄器時代に遡る出土品が見つかっているが、その当時から人間が住み続けているかについては定かでない。ローマ帝国時代にはリメスの北端がこの辺りに存在しており、その証拠として現在でもカストラがケステレン地区に残っている。
1300年頃には洪水から住民と農地を守るために初めて堤防が建設された。
この地にある教会はカルヴァン主義の物が多く、カトリック教会の物は見つからない。ヘメーンテの東側の境界が宗教の境界にもなっており、その東側はカトリック教会となっている。この理由はスパンヤールズ堤防と呼ばれる八十年戦争の前に建てられた堤防が存在した事によって説明できる。
第二次世界大戦では戦火に曝された。ナチスドイツが1940年5月に侵攻し、グレッベベルグの戦いに巻き込まれた。1944年9月にはマーケット・ガーデン作戦によって再び戦火に曝された。ベートゥヴェの中で最も狭い土地であるこの地には連合国の橋頭堡が置かれた。オプフースデン地区はドイツ軍とアメリカの第101空挺師団、イギリス軍、ベルギーの第1歩兵旅団の間で行われた戦闘によって灰燼に帰した。オフテン地区もイギリス軍が大砲や迫撃砲をワール川の南側から撃ったために破壊された。
1995年2月に上昇した川の水位が長い間下がらず堤防の強度が低下した事によってオフテン地区は国際的な関心を集めた。他の堤防も合わせるとこの周辺地域に居住する25万人が立ち退きを余儀なくされた。この異常な水位上昇は2ヶ月近く続き、2月1日以来記録的な高さを維持した。堤防は崩壊するかと思われたが、救出計画によって崩壊を免れた。その数ヶ月後には既に計画されていた補強計画が住民の異議なく実行された。避難以前に堤防の補強に反対していた住民、その多くはNIMBY主義者であった、の中には他の住民から嫌がらせを受けた者もいるという。

## 地理

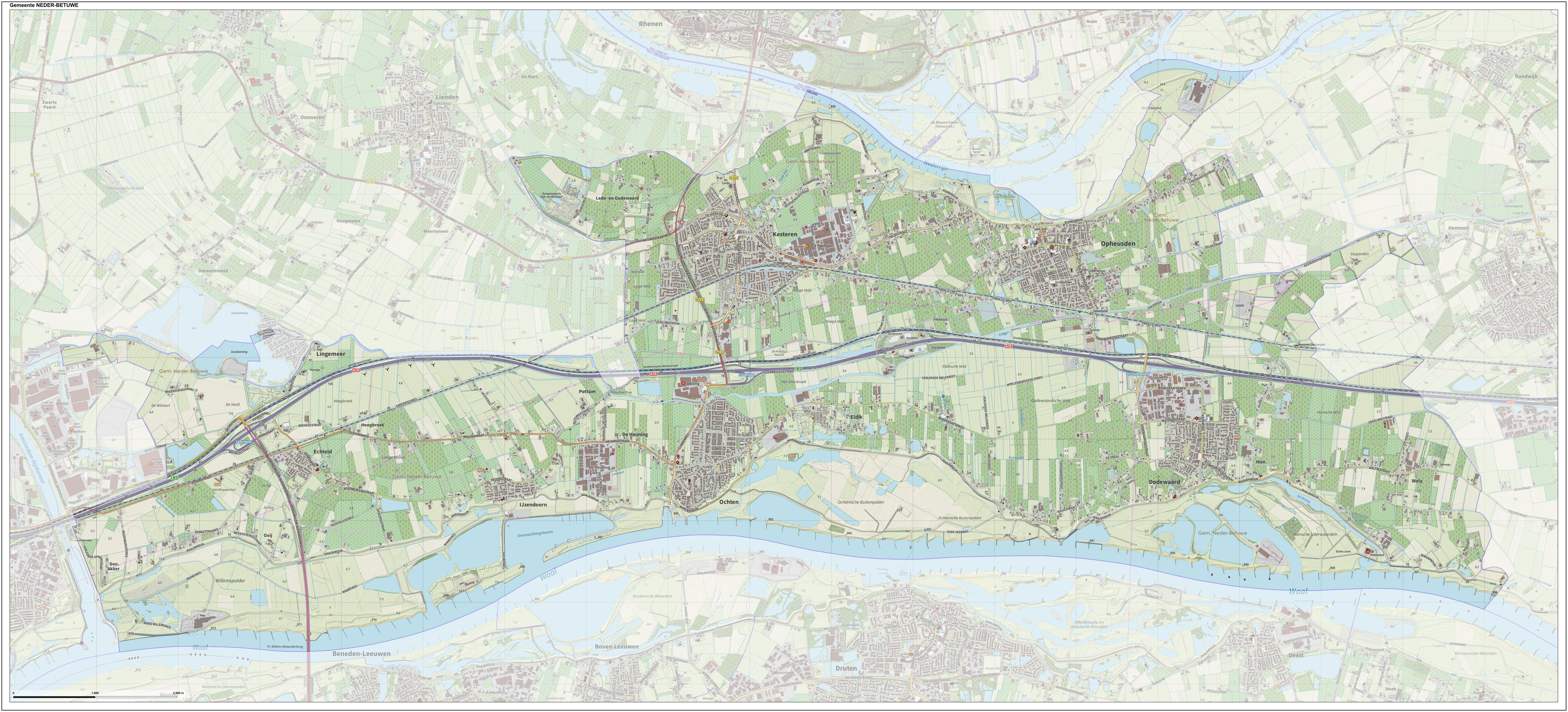
2015年6月のネーデル＝ベートゥヴェ

地理的境界は大部分が水によって画定されており、南はワール川、北はライン川、西はアムステルダム・ライン運河によって画定されている。オプフースデン地区ではこの2つの川がおよそ3kmの近さに位置している。
土地は元々干拓地で、堤防がかつての氾濫原を洪水から守っている。氾濫原であるため、その土壌は主に粘土で出来ており、その下に砂や礫の層が存在している。

### 地区
- ドデヴァールト
- エヒテルト
- アイゼンドールン
- ケステレン
- オフテン
- オプフースデン

## 交通
A15高速道路が東西に走っている。ライン川の近くにあるケステレンとワール川の近くにあるエヒテルトでそれぞれ州道と交叉している。
鉄道は1882年に建設され、ヘルダーマルセンとアメルスヴォールトからナイメーヘンへと繋がっている。貨物線のベートゥヴェルートは2007年6月16日に開業した。
フェリーはオプフースデンからヴァーヘニンゲンを結んでいる。夏場には小型船がドデヴァールトからドゥルーテンを結んでおり、自転車でワール川を渡る観光客向けに運行されている。

## 経済
地域経済は主に農業であり、果樹栽培と苗木が盛んである。その他にいくつか工場も存在している。地域経済を活性化させたのは鉄道の開業であり、これによって新鮮な果物を輸送出来るようになった。しかしながら大部分の労働者は市外で働いている。

### 発電所

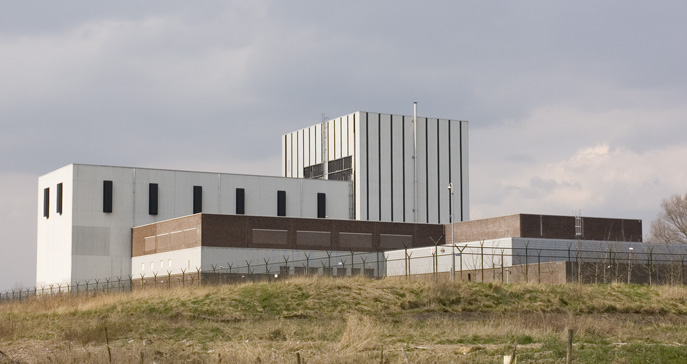
解体を待つドデヴァールト原子力発電所

ドデヴァールトには沸騰水型原子炉を有するドデヴァールト原子力発電所があるが、現在は使用されていない。1968年から1997年にかけて運用されており、その発電能力は58MWであった。
2003年には最後の核分裂性物質が取り除かれた。発電所の一部は既に解体されているが、建屋は安全のために2005年から2045年までの40年を待ってからの解体となっている。放射性崩壊を引き起こすコバルト-60の半減期は5.27年であり、40年で1/193にまで減少する。しかし長く待てば良いと言う事でもなく、その頃になるとコバルト-60はニッケル-63になっており、この半減期は100.1年となる。
消費されたウランと残りのウランは操業停止の際にセラフィールドにある英国核燃料会社の再処理工場に輸送された。